# Just Right (EP de Got7)
Just Right é o terceiro EP do boy group sul-coreano Got7. Foi lançado em 13 de julho de 2015. A canção "Just Right (딱 좋아)" foi usada para promover o EP.

## Lista de músicas
※ Bold no espaço de "Tracks" significa singles promocionais em cada álbum.
| N.º            | Título                                            | Compositor(es)                                                                                    | Duração |  |
| 1.             | "딱 좋아" (Just Right)                            | Carlos Battey, Steven Battey, Gavin Jones, Charles `Chizzy` Stephens III, C Minor, Jay Dmuchowski | 3:43    |  |
| 2.             | "보름달이 뜨기 전에" (Before the Full Moon Rises) | Mr. Cho                                                                                           | 3:34    |  |
| 3.             | "온몸이 반응해" (My Whole Body is Reacting)       | Joul of Princess Disease                                                                          | 3:41    |  |
| 4.             | "Nice"                                            | Tommy Park                                                                                        | 3:05    |  |
| 5.             | "Mine"                                            | Joe J. Lee `Kairos`                                                                               | 3:51    |  |
| 6.             | "Back To Me"                                      | 썸피플(Sumpeople)                                                                                 | 3:10    |  |
| Duração total: | Duração total:                                    | Duração total:                                                                                    | 21:01   |  |

## Desempenho gráfico
| Gráfico                               | Posição |
| ------------------------------------- | ------- |
| South Korea Gaon Weekly Albums Chart  | 3       |
| South Korea Gaon Monthly Albums Chart | 7       |

| Gráfico            | Posição |
| ------------------ | ------- |
| Gaon Singles chart | 20      |

| Ano   | Vendas do Gaon Physical |
| ----- | ----------------------- |
| 2015  | 90,539                  |
| 2016  | 9,663+                  |
| Total | 100,202+                |